# 19e législature de la Knesset

Cette liste présente les 120 membres de la 19e législature de la Knesset d'Israël au moment de leur élection le 22 janvier 2013 lors des élections législatives de 2013. Elle présente les élus par partis.

## Répartition des sièges
| Liste | Liste                  | Nom hébreu         | Idéologie                              | Élus | %     | +/-           |
|       | Likoud-Israel Beytenou | ליכוד-ישראל ביתנו  | Droite et extrême droite nationaliste  | 31   | 25,83 | 12            |
|       | Yesh Atid              | יש עתיד            | Centre laïc                            | 19   | 15,83 | 19            |
|       | Parti travailliste     | העבודה             | Centre gauche                          | 15   | 12,50 | 2             |
|       | La Maison juive        | הבית היהודי        | Extrême droite religieuse              | 12   | 10,00 | 5             |
|       | Shass                  | ש"ס                | Ultraorthodoxes religieux — séfarades  | 11   | 9,17  | en stagnation |
|       | Yahadut Hatorah        | יהדות התורה        | Ultraorthodoxes religieux — ashkénazes | 7    | 5,83  | 2             |
|       | Hatnuah                | התנועה             | Centre gauche                          | 6    | 5,00  | 6             |
|       | Meretz                 | התנועה החדשה-מרצ   | Gauche                                 | 6    | 5,00  | 3             |
|       | Liste arabe unie       | רשימה ערבית מאוחדת | Arabes religieux                       | 4    | 3,33  | en stagnation |
|       | Hadash                 | חד"ש               | Communistes juifs-arabes               | 4    | 3,33  | en stagnation |
|       | Balad                  | בל"ד               | Arabes laïcs                           | 3    | 2,50  | en stagnation |
|       | Kadima                 | קדימה              | Centre                                 | 2    | 1,67  | 26            |

## Élus
| Liste | Liste                  | Nom                  | Image | Date de naissance | Ville de naissance | Pays de naissance              | Parti | Parti              |
| ----- | ---------------------- | -------------------- | ----- | ----------------- | ------------------ | ------------------------------ | ----- | ------------------ |
|       | Likoud-Israel Beytenou | Benyamin Netanyahou  |       | 21 octobre 1949   | Tel Aviv-Jaffa     | Israël                         |       | Likoud             |
|       | Likoud-Israel Beytenou | Avigdor Liberman     |       | 5 juin 1958       | Chișinău           | Union soviétique               |       | Israel Beytenou    |
|       | Likoud-Israel Beytenou | Gideon Sa'ar         |       | 9 décembre 1966   | Tel Aviv-Jaffa     | Israël                         |       | Likoud             |
|       | Likoud-Israel Beytenou | Yair Shamir          |       | 18 août 1945      | Ramat Gan          | Palestine (mandat britannique) |       | Israel Beytenou    |
|       | Likoud-Israel Beytenou | Gilad Erdan          |       | 30 septembre 1970 | Ashkelon           | Israël                         |       | Likoud             |
|       | Likoud-Israel Beytenou | Silvan Shalom        |       | 4 août 1958       | Gabès              | Tunisie                        |       | Likoud             |
|       | Likoud-Israel Beytenou | Uzi Landau           |       | 2 août 1943       | Haïfa              | Palestine (mandat britannique) |       | Israel Beytenou    |
|       | Likoud-Israel Beytenou | Yisrael Katz         |       | 21 septembre 1955 | Ashkelon           | Israël                         |       | Likoud             |
|       | Likoud-Israel Beytenou | Danny Danon          |       | 8 mai 1971        | Ramat Gan          | Israël                         |       | Likoud             |
|       | Likoud-Israel Beytenou | Sofa Landver         |       | 28 octobre 1949   | Léningrad          | Union soviétique               |       | Israel Beytenou    |
|       | Likoud-Israel Beytenou | Reuven Rivlin        |       | 9 septembre 1939  | Jérusalem          | Palestine (mandat britannique) |       | Likoud             |
|       | Likoud-Israel Beytenou | Moshe Ya'alon        |       | 6 décembre 1950   | Kiryat Haïm        | Israël                         |       | Likoud             |
|       | Likoud-Israel Beytenou | Yitzhak Aharonovich  |       | 22 août 1950      | Jérusalem          | Israël                         |       | Israel Beytenou    |
|       | Likoud-Israel Beytenou | Ze'ev Elkin          |       | 3 avril 1971      | Kharkiv            | Union soviétique               |       | Likoud             |
|       | Likoud-Israel Beytenou | Tzipi Hotovely       |       | 2 décembre 1978   | Rehovot            | Israël                         |       | Likoud             |
|       | Likoud-Israel Beytenou | Orly Levy            |       | 11 novembre 1973  | Beït Shéan         | Israël                         |       | Israel Beytenou    |
|       | Likoud-Israel Beytenou | Yariv Levin          |       | 22 juin 1969      | Jérusalem          | Israël                         |       | Likoud             |
|       | Likoud-Israel Beytenou | Yuli-Yoel Edelstein  |       | 5 août 1958       | Tchernivtsi        | Union soviétique               |       | Likoud             |
|       | Likoud-Israel Beytenou | Faina Kirschenbaum   |       | 27 novembre 1955  | Lviv               | Union soviétique               |       | Israel Beytenou    |
|       | Likoud-Israel Beytenou | Haim Katz            |       | 21 décembre 1947  | Dessau-Roßlau      | Allemagne de l'Est             |       | Likoud             |
|       | Likoud-Israel Beytenou | Miri Regev           |       | 26 mai 1965       | Kiryat Gat         | Israël                         |       | Likoud             |
|       | Likoud-Israel Beytenou | David Rotem          |       | 11 janvier 1949   | Bnei Brak          | Israël                         |       | Israel Beytenou    |
|       | Likoud-Israel Beytenou | Moshe Feiglin        |       | 31 juillet 1962   | Haïfa              | Israël                         |       | Likoud             |
|       | Likoud-Israel Beytenou | Yuval Steinitz       |       | 10 avril 1958     | Ramot HaShavim     | Israël                         |       | Likoud             |
|       | Likoud-Israel Beytenou | Robert Ilatov        |       | 12 novembre 1971  | Andijan            | Union soviétique               |       | Israel Beytenou    |
|       | Likoud-Israel Beytenou | Tzachi Hanegbi       |       | 26 février 1957   | Jérusalem          | Israël                         |       | Likoud             |
|       | Likoud-Israel Beytenou | Limor Livnat         |       | 22 septembre 1950 | Haïfa              | Israël                         |       | Likoud             |
|       | Likoud-Israel Beytenou | Hamad Amar           |       | 5 novembre 1964   | Shefa Amr          | Israël                         |       | Israel Beytenou    |
|       | Likoud-Israel Beytenou | Ofir Akunis          |       | 28 mai 1973       | Tel Aviv-Jaffa     | Israël                         |       | Likoud             |
|       | Likoud-Israel Beytenou | Gila Gamliel         |       | 24 février 1974   | Guedera            | Israël                         |       | Likoud             |
|       | Likoud-Israel Beytenou | Shimon Ohayon        |       | 1er juin 1945     | Essaouira          | Maroc                          |       | Israel Beytenou    |
|       | Yesh Atid              | Yair Lapid           |       | 5 novembre 1963   | Tel Aviv-Jaffa     | Israël                         |       | Yesh Atid          |
|       | Yesh Atid              | Shai Piron           |       | 25 janvier 1965   | Kfar Vitkin        | Israël                         |       | Yesh Atid          |
|       | Yesh Atid              | Yael German          |       | 4 août 1947       | Haïfa              | Palestine (mandat britannique) |       | Yesh Atid          |
|       | Yesh Atid              | Meir Cohen           |       | 15 novembre 1955  | Essaouira          | Maroc                          |       | Yesh Atid          |
|       | Yesh Atid              | Yaakov Peri          |       | 20 février 1944   | Tel Aviv-Jaffa     | Palestine (mandat britannique) |       | Yesh Atid          |
|       | Yesh Atid              | Ofer Shelah          |       | 9 février 1960    | Kiryat Bialik      | Israël                         |       | Yesh Atid          |
|       | Yesh Atid              | Aliza Lavie          |       | 23 septembre 1964 | Kfar Saba          | Israël                         |       | Yesh Atid          |
|       | Yesh Atid              | Yoel Razvozov        |       | 5 juillet 1980    | Birobidjan         | Union soviétique               |       | Yesh Atid          |
|       | Yesh Atid              | Adi Koll             |       | 19 mars 1976      | Jérusalem          | Israël                         |       | Yesh Atid          |
|       | Yesh Atid              | Karin Elharar        |       | 9 octobre 1977    | Kiryat Ono         | Israël                         |       | Yesh Atid          |
|       | Yesh Atid              | Mickey Levy          |       | 21 mai 1951       | Jérusalem          | Israël                         |       | Yesh Atid          |
|       | Yesh Atid              | Shimon Solomon       |       | 5 août 1968       | Shire              | Éthiopie                       |       | Yesh Atid          |
|       | Yesh Atid              | Ruth Calderon        |       | 25 septembre 1961 | Tel Aviv-Jaffa     | Israël                         |       | Yesh Atid          |
|       | Yesh Atid              | Pnina Tamano-Shata   |       | 1er janvier 1981  | Wuzaba             | Éthiopie                       |       | Yesh Atid          |
|       | Yesh Atid              | Rina Frenkel         |       | 17 septembre 1956 | Smolensk           | Union soviétique               |       | Yesh Atid          |
|       | Yesh Atid              | Yifat Kariv          |       | 27 novembre 1973  | Beer-Sheva         | Israël                         |       | Yesh Atid          |
|       | Yesh Atid              | Dov Lipman           |       | 7 juillet 1971    | Silver Spring      | États-Unis                     |       | Yesh Atid          |
|       | Yesh Atid              | Boaz Toporovsky      |       | 17 juillet 1980   | Rishon LeZion      | Israël                         |       | Yesh Atid          |
|       | Yesh Atid              | Ronen Hoffman        |       | 19 juillet 1963   | Afoula             | Israël                         |       | Yesh Atid          |
|       | Parti travailliste     | Shelly Yachimovich   |       | 28 mars 1960      | Kfar Saba          | Israël                         |       | Parti travailliste |
|       | Parti travailliste     | Isaac Herzog         |       | 22 septembre 1960 | Tel Aviv-Jaffa     | Israël                         |       | Parti travailliste |
|       | Parti travailliste     | Eitan Cabel          |       | 23 août 1959      | Rosh HaAyin        | Israël                         |       | Parti travailliste |
|       | Parti travailliste     | Merav Michaeli       |       | 24 novembre 1966  | Petah Tikva        | Israël                         |       | Parti travailliste |
|       | Parti travailliste     | Binyamin Ben-Eliezer |       | 12 février 1936   | Bassora            | Irak                           |       | Parti travailliste |
|       | Parti travailliste     | Yehiel Bar           |       | 4 septembre 1975  | Safed              | Israël                         |       | Parti travailliste |
|       | Parti travailliste     | Omer Bar-Lev         |       | 2 octobre 1953    | Haïfa              | Israël                         |       | Parti travailliste |
|       | Parti travailliste     | Stav Shaffir         |       | 17 mai 1985       | Netanya            | Israël                         |       | Parti travailliste |
|       | Parti travailliste     | Avishay Braverman    |       | 15 janvier 1948   | Tel Aviv-Jaffa     | Palestine (mandat britannique) |       | Parti travailliste |
|       | Parti travailliste     | Erel Margalit        |       | 1er janvier 1961  | Na'an              | Israël                         |       | Parti travailliste |
|       | Parti travailliste     | Itzik Shmuli         |       | 8 février 1980    | Tel Aviv-Jaffa     | Israël                         |       | Parti travailliste |
|       | Parti travailliste     | Mickey Rosenthal     |       | 4 février 1955    | Giv'atayim         | Israël                         |       | Parti travailliste |
|       | Parti travailliste     | Michal Biran         |       | 28 juin 1978      | Jérusalem          | Israël                         |       | Parti travailliste |
|       | Parti travailliste     | Nachman Shai         |       | 28 novembre 1946  | Jérusalem          | Palestine (mandat britannique) |       | Parti travailliste |
|       | Parti travailliste     | Moshé Mizrahi        |       | 20 septembre 1950 | Tibériade          | Israël                         |       | Parti travailliste |
|       | La Maison juive        | Naftali Bennett      |       | 25 mars 1972      | Haïfa              | Israël                         |       | La Maison juive    |
|       | La Maison juive        | Uri Ariel            |       | 22 décembre 1952  | Afoula             | Israël                         |       | La Maison juive    |
|       | La Maison juive        | Nissan Slomiansky    |       | 20 février 1946   | Ramat Gan          | Palestine (mandat britannique) |       | La Maison juive    |
|       | La Maison juive        | Eli Ben-Dahan        |       | 11 février 1954   | Casablanca         | Maroc                          |       | La Maison juive    |
|       | La Maison juive        | Ayelet Shaked        |       | 7 mai 1976        | Tel Aviv-Jaffa     | Israël                         |       | La Maison juive    |
|       | La Maison juive        | Uri Orbach           |       | 28 avril 1960     | Petah Tikva        | Israël                         |       | La Maison juive    |
|       | La Maison juive        | Zvulun Kalfa         |       | 28 septembre 1962 | Sharsheret         | Israël                         |       | La Maison juive    |
|       | La Maison juive        | Avi Wortzman         |       | 29 octobre 1970   | Beer-Sheva         | Israël                         |       | La Maison juive    |
|       | La Maison juive        | Moti Yogev           |       | 22 février 1956   | Haïfa              | Israël                         |       | La Maison juive    |
|       | La Maison juive        | Orit Strook          |       | 15 mars 1960      | Jérusalem          | Israël                         |       | La Maison juive    |
|       | La Maison juive        | Yoni Chetboun        |       | 13 mars 1979      | Nahariya           | Israël                         |       | La Maison juive    |
|       | La Maison juive        | Shuli Mualem         |       | 8 février 1965    | Haïfa              | Israël                         |       | La Maison juive    |
|       | Shass                  | Eli Yishai           |       | 26 décembre 1962  | Jérusalem          | Israël                         |       | Shass              |
|       | Shass                  | Aryeh Deri           |       | 17 février 1959   | Meknès             | Maroc                          |       | Shass              |
|       | Shass                  | Ariel Atias          |       | 13 novembre 1970  | Tel Aviv-Jaffa     | Israël                         |       | Shass              |
|       | Shass                  | Yitzhak Cohen        |       | 2 décembre 1951   | Ashkelon           | Israël                         |       | Shass              |
|       | Shass                  | Meshulam Nahari      |       | 7 mai 1951        | Jérusalem          | Israël                         |       | Shass              |
|       | Shass                  | Amnon Cohen          |       | 1er juin 1960     | Samarcande         | Union soviétique               |       | Shass              |
|       | Shass                  | Ya'akov Margi        |       | 18 novembre 1960  | ?                  | Maroc                          |       | Shass              |
|       | Shass                  | David Azulai         |       | 5 mai 1954        | Meknès             | Maroc                          |       | Shass              |
|       | Shass                  | Yitzhak Vaknin       |       | 12 mai 1958       | ?                  | Israël                         |       | Shass              |
|       | Shass                  | Nissim Ze'ev         |       | 9 septembre 1951  | Jérusalem          | Israël                         |       | Shass              |
|       | Shass                  | Avraham Michaeli     |       | 29 mars 1957      | Kulashi            | Union soviétique               |       | Shass              |
|       | Yahadut Hatorah        | Yaakov Litzman       |       | 2 septembre 1948  | ?                  | Allemagne de l'Est             |       | Yahadut Hatorah    |
|       | Yahadut Hatorah        | Moshe Gafni          |       | 5 mai 1952        | Bnei Brak          | Israël                         |       | Yahadut Hatorah    |
|       | Yahadut Hatorah        | Meir Porush          |       | 11 juin 1955      | Jérusalem          | Israël                         |       | Yahadut Hatorah    |
|       | Yahadut Hatorah        | Uri Maklev           |       | 10 janvier 1957   | ?                  | Israël                         |       | Yahadut Hatorah    |
|       | Yahadut Hatorah        | Eliezer Moses        |       | 20 octobre 1946   | Exode              | Palestine (mandat britannique) |       | Yahadut Hatorah    |
|       | Yahadut Hatorah        | Yisrael Eichler      |       | 27 mars 1955      | Jérusalem          | Israël                         |       | Yahadut Hatorah    |
|       | Yahadut Hatorah        | Ya'akov Asher        |       | 2 juillet 1965    | Ramat Gan          | Israël                         |       | Yahadut Hatorah    |
|       | Hatnuah                | Tzipi Livni          |       | 8 juillet 1958    | Tel Aviv-Jaffa     | Israël                         |       | Hatnuah            |
|       | Hatnuah                | Amram Mitzna         |       | 20 février 1945   | Dovrat             | Palestine (mandat britannique) |       | Hatnuah            |
|       | Hatnuah                | Amir Peretz          |       | 9 mars 1952       | Bejaâd             | Maroc                          |       | Hatnuah            |
|       | Hatnuah                | Elazar Stern         |       | 25 août 1956      | Tel Aviv-Jaffa     | Israël                         |       | Hatnuah            |
|       | Hatnuah                | Meir Sheetrit        |       | 10 octobre 1948   | Errachidia         | Maroc                          |       | Hatnuah            |
|       | Hatnuah                | David Tzur           |       | 15 juillet 1959   | Istanbul           | Turquie                        |       | Hatnuah            |
|       | Meretz                 | Zehava Gal-On        |       | 4 janvier 1956    | Vilnius            | Union soviétique               |       | Meretz             |
|       | Meretz                 | Ilan Gilon           |       | 12 mai 1956       | ?                  | Roumanie                       |       | Meretz             |
|       | Meretz                 | Nitzan Horowitz      |       | 24 février 1965   | Rishon LeZion      | Israël                         |       | Meretz             |
|       | Meretz                 | Michal Rozin         |       | 25 juin 1969      | Ramat Gan          | Israël                         |       | Meretz             |
|       | Meretz                 | Issawi Frej          |       | 14 décembre 1963  | Kafr Qasim         | Israël                         |       | Meretz             |
|       | Meretz                 | Tamar Zandberg       |       | 29 avril 1976     | Ramat Gan          | Israël                         |       | Meretz             |
|       | Liste arabe unie       | Ibrahim Sarsur       |       | 2 février 1959    | Kafr Qasim         | Israël                         |       | Liste arabe unie   |
|       | Liste arabe unie       | Ahmed Tibi           |       | 19 décembre 1958  | Tayibe             | Israël                         |       | Ta'al              |
|       | Liste arabe unie       | Masud Ghnaim         |       | 14 février 1965   | ?                  | Israël                         |       | Liste arabe unie   |
|       | Liste arabe unie       | Taleb Abu Arar       |       | 4 mai 1967        | ?                  | Israël                         |       | Liste arabe unie   |
|       | Hadash                 | Mohammad Barakeh     |       | 29 juillet 1955   | Shefa Amr          | Israël                         |       | Hadash             |
|       | Hadash                 | Hana Sweid           |       | 27 mars 1955      | Eilabun            | Israël                         |       | Hadash             |
|       | Hadash                 | Dov Khenin           |       | 10 janvier 1958   | Petah Tikva        | Israël                         |       | Hadash             |
|       | Hadash                 | Afu Agbaria          |       | 13 mai 1949       | Umm al-Fahm        | Israël                         |       | Hadash             |
|       | Balad                  | Jamal Zahalka        |       | 11 janvier 1955   | Kafr Qara          | Israël                         |       | Balad              |
|       | Balad                  | Haneen Zoabi         |       | 23 mai 1969       | Nazareth           | Israël                         |       | Balad              |
|       | Balad                  | Basel Ghattas        |       | 23 mars 1956      | Nazareth           | Israël                         |       | Balad              |
|       | Kadima                 | Shaul Mofaz          |       | 4 novembre 1948   | Téhéran            | Iran                           |       | Kadima             |
|       | Kadima                 | Yisrael Hasson       |       | 27 avril 1955     | Damas              | Syrie                          |       | Kadima             |